# MPLS
MPLS je večprotokolna komutacija z zamenjavo label (angl. multiprotocol label switching), ki se uporablja v telekomunikacijah.
Poznana sta dva tipa MPLS omrežij: MPLS-TP in IP/MPLS.
Pri MPLS-TP so že vnaprej nastavljene primarne in rezervne LSP povezave. V primeru prekinitve primarne LSP povezave se promet avtomatsko preusmeri na rezervno LSP povezavo. Preklop na rezervno povezavo in pri vzpostavitvi primarne povezave se izvrši v času, ki je krajši od 50 ms. Pri tem je pri preklopu vedno mišljena dvosmerna povezava, kar omogoča enake čase potovanja prometa v obe smeri skozi omrežje.
Pri IP/MPLS se transportne poti nastavljajo dinamično glede na IGP usmerjevalni protokol. IP/MPLS omogoča poleg transparentnega prenosa Ethernet in TDM okvirjev tudi IP usmerjanje in virtualizacijo IP omrežij z uporabo MPLS-VPN.